# Nawuj
Nawuj – staropolskie imię męskie, złożone z dwóch członów: Na- i -wuj ("wuj"). 